# Trachelipus ensiculorum
Trachelipus ensiculorum is een pissebed uit de familie Trachelipodidae. De wetenschappelijke naam van de soort is voor het eerst geldig gepubliceerd in 1949 door Karl Wilhelm Verhoeff.